# Petr Záhrobský
Petr Záhrobský (* 30. listopadu 1980 Jilemnice) je bývalý český alpský lyžař, starší bratr alpské lyžařky a mistryně světa ve slalomu Šárky Strachové. Vystudoval pražskou Vysokou školu ekonomickou.

## Sportovní kariéra
Závodil ve sjezdu, superobřím slalomu, obřím slalomu a superkombinaci). K roku 2011 byl členem klubu Ski klub Krkonoš. Podle osobních stránek za šestnáct sezón v mezinárodních závodech strávil 2387 dní na sněhu, odjel 845 závodů ve 189 střediscích v 18 zemích, z toho se umístil 229krát do 10. místa, 93krát do 3. místa a zaznamenal 40 vítězství.
Ve Světovém poháru se konkrétně jednalo o 60 účastí, z toho 5krát bodoval (22 bodů), v Evropském poháru pak nastoupil ke 156 startům, z toho 55krát bodoval (1612 bodů), 11krát byl do 3. místa a 7krát vyhrál, na šesti mistrovstvích světa odjel čtrnáct závodů a na třech zimních olympijských hrách zaznamenal sedm startů.
Aktivní kariéru ukončil 17. května 2011.
Mezi úspěchy lze řadit:
- 2× celkové vítězství v Evropském poháru (superobří slalom)
- 2. místo v celkovém hodnocení Evropského poháru (sjezd)
- 3. místo v celkovém hodnocení Evropského poháru
- 5× bodování ve Světovém poháru (30. superobří slalom, 30. superobří slalom, 25. sjezd, 27. superobří slalom, 21. sjezd)
- 6× 1. místo v Evropském poháru (superobří slalom)
- 1. místo v Evropském poháru (sjezd)
- 1. místo Univerziáda (superobří slalom)
- ZOH 24. místo (superobří slalom)
- MS 21. místo (superkombinace)
- 7× mistr ČR, 5× 2. místo, 1× třetí místo

## Sportovní výsledky
- 1998 Mistrovství České republiky, Špindlerův Mlýn, obří slalom, 2. místo
- 2002 Evropský pohár v Levi, obří slalom, 21. místo
- 2002 Zimní olympijské hry, Salt Lake City, USA, obří slalom, 31. místo
- 2002 Zimní olympijské hry, Salt Lake City, USA, superobří slalom, 24. místo
- 2002 Mistrovství České republiky, Špindlerův Mlýn, obří slalom, 1. místo
- 2003 Mistrovství světa, Svatý Mořic, Francie, kombinace, 21. místo
- 2003 Mistrovství světa, Svatý Mořic, Francie, obří slalom, 31. místo
- 2003 Mistrovství světa, Svatý Mořic, Francie, super-G, 33. místo
- 2003 Mistrovství České republiky, Špindlerův Mlýn, superobří slalom, 1. místo
- 2004 Mistrovství České republiky, Špindlerův Mlýn, obří slalom, 2. místo
- 2005 Mistrovství světa, Bormio, Itálie, superobří slalom, 35. místo
- 2005 Mistrovství světa, Bormio, Itálie, obří slalom, 31. místo
- 2005 Mistrovství České republiky, Špindlerův Mlýn, obří slalom, 1. místo
- 2006 Mistrovství České republiky, Špindlerův Mlýn, obří slalom, 2. místo
- 2006 Zimní olympijské hry, Turín, Itálie, obří slalom, nedokončil
- 2006 Zimní olympijské hry, Turíně, Itálie, superobří slalom, 32. místo
- 2006 Zimní olympijské hry, Turíně, Itálie, sjezd, 34. místo
- 2006 Mistrovství České republiky, Špindlerův Mlýn, obří slalom, 2. místo
- 2006 Mistrovství České republiky, Špindlerův Mlýn, superobří slalom, 1. místo
- 2007 Univerziáda, Bardonecchia, Itálie, superobří slalom, 1. místo
- 2007 Mistrovství světa, Aare, Švédsko, obří slalom, 32. místo
- 2007 Mistrovství světa, Aare, Švédsko, sjezd, 37. místo
- 2007 Mistrovství světa, Aare, Švédsko, kombinace, 26. místo
- 2007 Mistrovství České republiky, Špindlerův Mlýn, obří slalom, 1. místo
- 2008 Evropský pohár, Chamonix, Francie, sjezd, 2. místo
- 2008 Mistrovství České republiky, Špindlerův Mlýn, superobří slalom, 2. místo
- 2008 Evropský pohár, Bansko, Bulharsko, sjezd, 4. místo
- 2008 Evropský pohár, Reiteralm, Rakousko, superobří slalom, 1. místo
- 2008 Světový pohár, Val Gardena, Itálie, superobří slalom, 30. místo
- 2009 Světový pohár, Kitzbühel, Rakousko, superobří slalom, 30. místo
- 2009 Evropský pohár, Les Orres, Francie, superobří slalom, 1. místo
- 2009 Mistrovství světa, Val d'Isere, Francie, superobří slalom, 27. místo
- 2009 Mistrovství světa, Val d'Isere, Francie, sjezd, 24. místo
- 2009 Evropský pohár, Sarentino, Itálie, superobří slalom, 1. místo
- 2009 Evropský pohár, Tarvisio, Itálie, superobří slalom, 1. místo
- 2009 Světový pohár, Kvitfjell, Norsko, sjezd, 25. místo
- 2009 Evropský pohár, Crans Montana, Švýcarsko, superobří slalom, 1. místo
- 2009 1. místo v celkovém hodnocení Evropského poháru superobřího slalomu 2008/2009
- 2009 3. místo v celkovém hodnocení Evropského poháru 2008/2009
- 2009 Mistrovství České republiky, Špindlerův Mlýn, obří slalom, 1. místo
- 2009 Mistrovství České republiky, Špindlerův Mlýn, superobří slalom, 2. místo
- 2009 Evropský pohár, Reiteralm, Rakousko, superobří slalom, 1. místo
- 2009 Světový pohár, Val Gardena, Itálie, superobří slalom, 27. místo
- 2009 Světový pohár, Val Gardena, Itálie, sjezd, 21. místo
- 2010 Evropský pohár, Les Orres, Francie, superobří slalom, 2. místo
- 2010 Zimní olympijské hry, Vancouver, Kanada, superobří slalom, 34. místo
- 2010 Zimní olympijské hry, Vancouver, Kanada, sjezd, 36. místo
- 2010 Evropský pohár, Tarvisio, Itálie, superobří slalom, 4. místo
- 2010 1. místo v celkovém hodnocení Evropského poháru superobřího slalomu 2009/2010
- 2011 Evropský pohár, Sarntal, Itálie, sjezd, 3. místo
- 2011 Evropský pohár, Formigal, Španělsko, sjezd, 1. místo
- 2011 2. místo v celkovém hodnocení Evropského poháru sjezdu 2010/2011
- 2011 Mistrovství České republiky, Špindlerův Mlýn, superobří slalom, 1. místo